# Felice Assennato
Felice Assennato (Brindisi, 8 ottobre 1868 – Bari, 14 ottobre 1957) è stato un politico socialista italiano.

## Biografia
Assennato fu tra i fondatori del partito socialista nel brindisino, dove rappresentò le istanze degli agricoltori della Terra d’Otranto. Fu deputato del Regno d'Italia dal 1921 al 1924. Nel 1923 fu l'unico pugliese alla riunione di Milano nella quale numerosi esponenti socialisti esaminarono la situazione in seguito alla proposta di unificazione fra socialisti e comunisti richiesta dall'URSS. Dal 1926 ha diretto la federazione pugliese del Partito socialista. Con l'avvento del regime fascista fu denunciato al Tribunale speciale e sottoposto a vigilanza fino al 1942.
Nel 1946 il figlio, l'avvocato Mario, venne eletto deputato della nascente Repubblica Italiana.